# Слобода (Вілейський район, Довгинівська сільська рада)
Слобода (біл. вёска Слабада) — село в складі Вілейського району Мінської області, Білорусь. Село підпорядковане Довгинівській сільській раді, розташоване в північній частині області.

## Історія
У 1921–1945 роках село знаходилось у Польщі, у Вільнюській воєводстві, Вілейського повіту, гміні Довгиново.

## Населення
- 1921 рік - 145 люди, 23 будинки[1].
- 1931 рік - 150 люди, 25 будинки[2].